# Meria
 Meria  là một xã ở tỉnh Haute-Corse trên đảo Corse, Pháp. Xã này có diện tích 20,43 km², dân số năm 1999 là 85 người. Khu vực này có độ cao 200 mét trên mực nước biển.